# オヌマー・シッティラック
オヌマー・シッティラック（Onuma Sittirak, 1986年6月13日 - ）は、タイの女子バレーボール選手。タイ王国代表。

## 来歴
スラートターニー県キエンサー郡出身。2006年にタイ代表に初選出される。翌年からレギュラーとして活躍し、2007年のアジア選手権で銅メダルを獲得し、同年のワールドカップバレーで三大大会に初出場した。2008年の北京オリンピック世界最終予選にも出場した。
2009年のアジア選手権では同国を初優勝へ導き自身もMVPを受賞した。また、同年のワールドグランドチャンピオンズカップにも初出場を果たす。2010年の第2回アジアカップで銀メダルを獲得した。また、日本で開催された世界選手権にも出場した。
2012年ロンドンオリンピック世界最終予選で5位、FIVBワールドグランプリで4位など好成績を残す原動力になった。第3回アジアカップでは中国を下し、初優勝へ導いた。2012-13シーズンからアゼルバイジャンリーグの強豪イトゥサチ・バクーに移籍し、エースとして活躍している。
2013年に地元で開催されたアジア選手権では大車輪の活躍で4年ぶりの制覇に大きく貢献した。同年のワールドグランドチャンピオンズカップに出場し、ベストスコアラー部門で第1位、同大会でベストウィングスパイカー賞を受賞した。
2014年8月6日、JTマーヴェラスはシッティラックの入団を発表し、3シーズン、活躍した。
2017年からナコンラチャシマでプレーしている。2018年、アジア競技大会で銀メダルを獲得した。

## 球歴
- 世界選手権 - 2010年、2018年
- ワールドカップ - 2007年
- グラチャン - 2009年、2013年
- アジア選手権 - 2007年、2009年（1位）、2011年、2013年（1位）、2015年
- ワールドグランプリ - 2008年、2009年、2010年、2011年、2012年、2013年、2014年、2015年
- ネーションズリーグ - 2018年
- オリンピック世界最終予選 - 2008年、2012年、2016年

## 受賞歴
- 2004年 - アジアクラブ選手権 ミスバレーボール賞
- 2009年 - アジアクラブ選手権 最高殊勲選手賞・ベストアタッカー賞
- 2009年 - アジア選手権 最優秀選手賞
- 2010年 - アジアクラブ選手権 ベストスコアラー賞、ベストスパイカー賞
- 2012年 - 第3回アジアカップ　MVP、ベストスコアラー賞、ベストスパイカー賞
- 2013年 - ワールドグランドチャンピオンズカップ ベストウィングスパイカー賞

## 所属クラブ
- Vietnam VC（2007-2008年）
- Federbräu（2008-2009年）
- Zeiler Köniz（2009-2010年）
- ディナモ・カザン（2010-2011年）
- Federbrau（2011-2012年）
- イトゥサチ・バクー(2012-2014年)
- JTマーヴェラス（2014-2017年）
- ナコンラチャシマ（2017-2019年）
- ダイヤモンドフード（英語版）（2019-2022年）
- ナコンラチャシマ（2022年-）